# 68779 Schöninger
(68779) Schöninger, denumire internațională (68779) Schoninger, este un asteroid din centura principală de asteroizi.

## Descriere
68779 Schöninger este un asteroid din centura principală de asteroizi. A fost descoperit pe 18 martie 2002 la Observatorul Kleť, în cadrul proiectului KLENOT. Asteroidul prezintă o orbită caracterizată de o semiaxă mare de 2,65 ua, o excentricitate de 0,14 și o înclinație de 5,0° în raport cu ecliptica.